# 伊藤章治
伊藤 章治（いとう しょうじ、1940年1月22日 - ）は、ジャーナリスト、桜美林大学名誉教授。
満州生まれ。愛知県出身。1964年名古屋大学法学部卒、中日新聞社（東京新聞）に入社、社会部記者、バンコク支局長、東京本社文化部長などを経て、1998年編集委員兼論説委員。2001年桜美林大学教授。2010年定年、名誉教授。筆名・小野英二。

## 著書
- 『原点・四日市公害10年の記録』小野英二 勁草書房 1971
- 『現地報告・タイ最底辺 ほんの昨日の日本』勁草書房 1984
- 『現場が語る環境問題 四日市、アジア、そして地球サミット』勁草書房 1995
- 『文明・産業と環境 エコ講座』大学教育出版 2005
- 『ジャガイモの世界史 歴史を動かした「貧者のパン」』中公新書 2008
- 『サツマイモと日本人 忘れられた食の足跡』PHP新書 2010
- 『風と風車の物語 原発と自然エネルギーを考える』論創社 2012

共著
- 『レバノン杉物語 「ギルガメシュ叙事詩」から地球温暖化まで』岡本理子共著 桜美林学園出版部 桜美林ブックス 2010